# 戦争と一人の女
『戦争と一人の女』（せんそうとひとりのおんな）は、坂口安吾の短編小説。戦時中の空襲下の日々を舞台に、虚無的な男と、淫奔ながらも不感症の女の同棲関係を描いた作品。坂口安吾の主要作の一つで、敗戦後から1946年（昭和21年）末までに書かれた作品の傑作として投票で選出された作品である。GHQの検閲により大幅作削除されていた初出は1971年（昭和46年）以降から復活し、「続」でなく、当初の「戦争と一人の女」が正規版となっている。
2013年（平成25年）に同名タイトルで映画化された。

## 発表経過
1946年（昭和21年）10月1日、雑誌『新生』臨時増刊号（小説特集号）第1号に「戦争と一人の女」掲載された。ゲラ刷りの段階でGHQの検閲により多くの文章が大幅削除されたために、翌月11月1日、雑誌『サロン』11月号（第1巻第3号）小説特集号に「続戦争と一人の女」が発表された。末尾には、安吾自身の注記で「新生特輯号の姉妹作」と付されている。
その後はこの「続」の方を「戦争と一人の女」と改題し、1947年（昭和22年）5月15日刊行の単行本『いづこへ』に初収録された。最初に掲載された『新生』版の方は、同一状況の展開を、男側の視点で綴られているが、『サロン』版は、女の視線で語られている（安吾の初の女語りの作品）。闇に葬られていた『新生』版は、安吾の没後の1971年（昭和46年）12月に刊行の『定本坂口安吾全集 第13巻』（冬樹社）に初収録され、以降、『新生』版が「戦争と一人の女」として復帰した。

## あらすじ
太平洋戦争末期の東京で、小説家の野村は酒場の主人の妾であった女との生活をはじめた。女には肉体の喜びは無いが、性質が本来頭ぬけて淫奔なのであった。家庭的な愛情は無いが奇妙に惹かれあう二人は、どうせ戦争で破滅するのだからと、戦争をおもちゃに楽しんでいるかのような退廃的な生活を送っていた。空襲が激しくなり、火の手が迫る中で死を覚悟していたはずの女は、家を火から守ることを野村に懇願するのだった。

## おもな収録刊行本
- 『いづこへ』（真光社、1947年5月15日）
  - 装幀：本郷新。題字：大野容子。あとがき：坂口安吾。総272頁
  - 収録作品：第一部（「石の思ひ」、「風と光と二十の私と」、「いづこへ」、「わがだらしなき戦記」、「魔の退屈」）、第二部（「戦争と一人の女」、「私は海をだきしめてゐたい」、「母の上京」）、第三部（「桜の森の満開の下」）
  - ※ 佐藤美代子装幀の異装本もあり。
- 文庫版『白痴』（新潮文庫、1949年1月3日。改版1996年）
  - カバー装幀：平野甲賀。付録・解説：福田恆存。
  - 収録作品：「いずこへ」、「白痴」、「母の上京」、「外套と青空」、「私は海をだきしめていたい」、「戦争と一人の女」、「青鬼の褌を洗う女」
- 『定本坂口安吾全集 第13巻 雑纂 II』（冬樹社、1971年12月25日）
  - 解説：奥野健男。伝記的年譜・解題：関井光男。月報：関井光男「坂口安吾の世界」
  - ※ 『新生』版が初収録されている。
- 文庫版『白痴・青鬼の褌を洗う女』（講談社文芸文庫、1989年7月3日）
  - 装幀：菊地信義。付録・解説：川村湊
  - 収録作品：「ラムネ氏のこと」、「ふるさとに寄する讃歌」、「帆影」、「木々の精、谷の精」、「波子」、「真珠」、「白痴」、「外套と青空」、「女体」、「恋をしに行く」、「戦争と一人の女」、「続戦争と一人の女」、「青鬼の褌を洗う女」
- 『坂口安吾全集 4』（筑摩書房、1998年5月22日）
  - 装幀：菊地信義。編集：柄谷行人、関井光男。解題：関井光男。
  - 付録・月報：川村湊「堕落と求道」〈解説〉、本田和子「虚構される回想と回想される虚構」〈エッセイ〉、大井広介「その頃の坂口」〈回想・同時代評〉、柄谷行人「坂口安吾について（1）或る時代錯誤」〈連載〉
  - ※ 坂口安吾の直筆原稿を翻刻した唯一の版。
- 文庫版『桜の森の満開の下・白痴 他十二篇』（岩波文庫、2008年10月16日）
  - 装幀：精興社。カバーカット：『風博士』（山河書院、1948年）の表紙。付録・解説：七北数人。
  - 収録作品：「風博士」、「傲慢な眼」、「姦淫に寄す」、「不可解な失恋に就て」、「南風譜」、「白痴」、「女体」、「恋をしに行く」、「戦争と一人の女」（無削除版）、「続戦争と一人の女」、「桜の森の満開の下」、「青鬼の褌を洗う女」、「アンゴウ」、「夜長姫と耳男」
  - ※ 坂口安吾の直筆原稿を翻刻した筑摩書房新全集を底本にしている唯一の文庫版。

## 映画作品
『戦争と一人の女』（せんそうとひとりのおんな）は、坂口安吾の同名小説の無削除版とその続編ほかを原作とし、2013年4月27日に公開された日本映画。
公開に先立って、国内：湯布院映画祭、あきた十字映画祭、函館港イルミナシオン映画祭、大阪アジアン映画祭、戦争とファシズム映画祭、韓国：全州映画祭などで上映された。
『映画芸術』2013年日本映画ベストテン＆ワーストテンにて、ベストテン・ワーストテンともに10位。

### キャスト
- 江口のりこ
- 永瀬正敏
- 村上淳
- 柄本明
- 高尾祥子
- 大島葉子
- 酒向芳
- 川瀬陽太
- 佐野和宏
- 千葉美紅
- 牧野風子
- 大池容子
- marron（特殊モデル）
- 瀬田直
- 真田幹也
- 飯島洋一（俳優、映画監督）
- 牛丸亮
- 小野孝弘
- 草野速仁
- 福士唯斗
- 奥村月遥
- 奥村彩暖
- Guillaume Tauveron

### スタッフ
- 監督：井上淳一
- 企画・統括プロデューサー：寺脇研
- プロデューサー：片嶋一貴
- 原作：坂口安吾
- 脚本：荒井晴彦、中野太
- 撮影：鍋島淳裕
- 照明：豊見山明長
- 美術：磯見俊裕
- 録音：臼井勝
- 音響効果：伊藤進一
- 録音監修：橋本文雄
- 編集：蛭田智子
- 音楽：青山真治、山田勲生
- 助監督：瀬戸慎吾
- 製作主任：田中荘介
- キャスティング：門馬直人
- 美術統括：馬場正男
- メイキング：瀬尾みつる
- スチール：村上一成
- 製作デスク：米澤葵

## 漫画作品
- 『戦争と一人の女』 - 原作・坂口安吾/漫画・近藤ようこ　青林工藝舎より2012年11月初版発行（ISBN 978-4-88379-377-8）